# Paris sjunde arrondissement

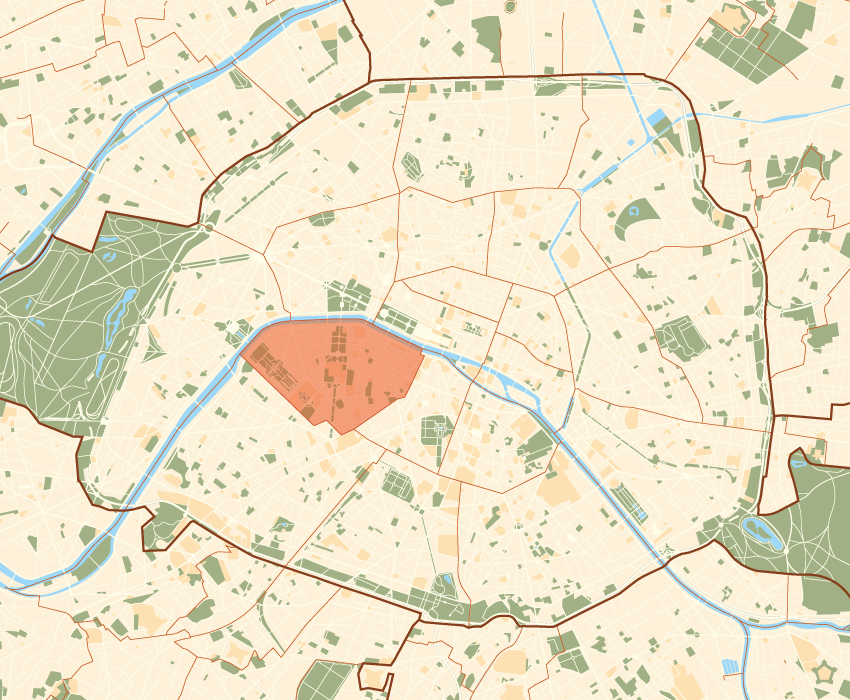
7:e arrondissementets placering i Paris.

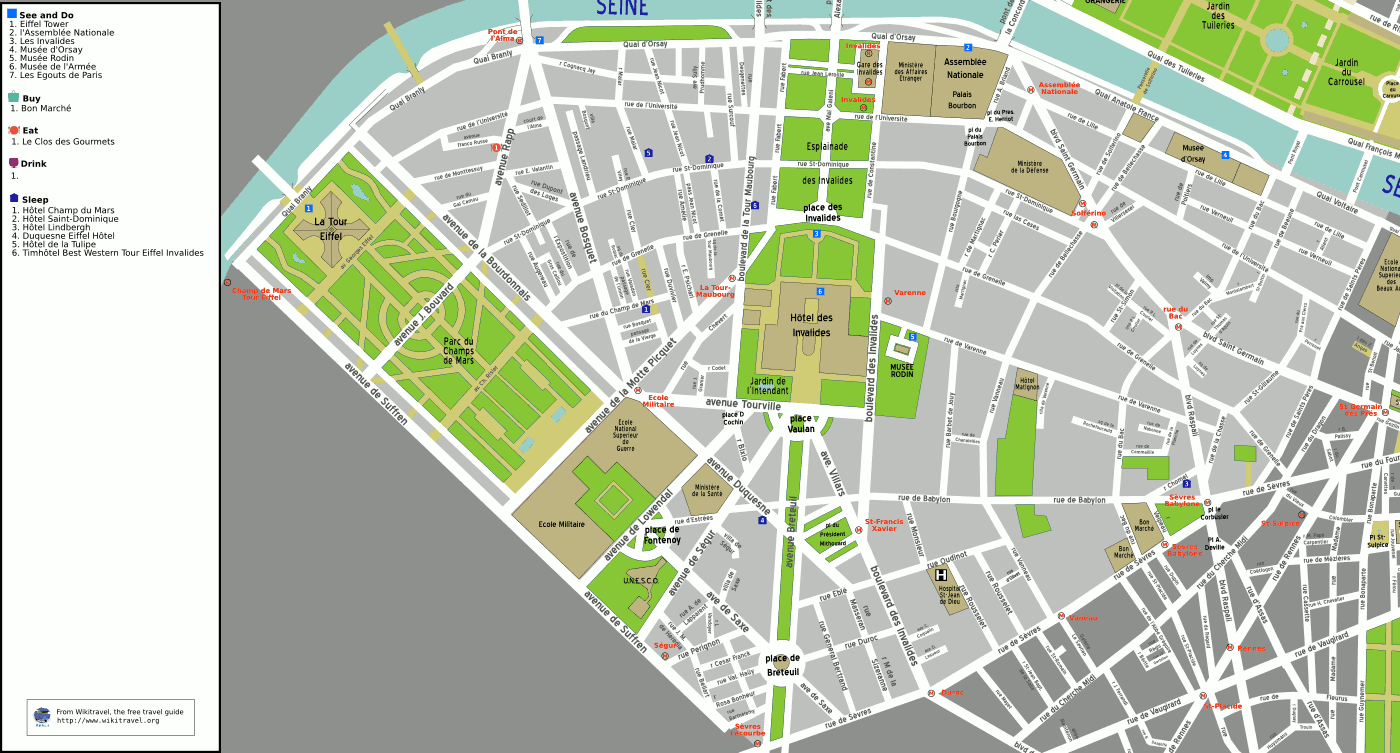
Karta över 7:e arrondissementet.

7:e arrondissementet är ett av de 20 arrondissementen (administrativa distrikt) i Frankrikes huvudstad Paris. Det har en yta av 4,088 km² och hade 2005 ett uppskattat invånarantal på 55 400.
Arrondissementet ligger på den vänstra strandbrinken av floden Seine. Det hyser flera franska nationella institutioner, bland annat Frankrikes nationalförsamling och flertalet regeringsdepartement. 7:e arrondissementet är även ett stort turistområde eftersom det är hem till Eiffeltornet och Hôtel des Invalides, där Napoleon I ligger begravd.
Arrondissementet består av fyra administrativa distrikt: Saint-Thomas-d'Aquin, Invalides, École-Militaire och Gros-Caillou.